# Aniceto
Aniceto (Emesa, ha. 90-Roma,  166) fue el 11.º papa de la Iglesia católica, de 155 a 166.
En los inicios de su pontificado recibió en Roma a Policarpo de Esmirna, obispo de Esmirna, que había sido discípulo de  Juan el Apóstol y maestro de Ireneo de Lyon, al objeto de establecer la fecha de celebración de la Pascua. Policarpo, y la Iglesia oriental en su conjunto, entendía que la celebración debía realizarse el  día 14 del mes de Nisán independientemente del día de la semana en que cayera. Esta postura, que seguía la tradición johánica y que suponía celebrar la Pascua de Resurrección el mismo día que los judíos, es conocida como «práctica cuartodecimal» y no era considerada por el papa Aniceto como correcta, ya que entendía, junto a la Iglesia occidental, que la Pascua debía celebrarse el domingo siguiente al día 14 de Nisán.
Según el relato que Ireneo de Lyon hace de esta visita, parece ser que Aniceto no pudo convencer a Policarpo, puesto que este basó su postura en que «Juan y los demás apóstoles con quienes él había vivido» celebraban la Pascua de dicho modo. A pesar de las diferencias entre ambos, no hubo ruptura y el papa permitió al santo seguir celebrando la Pascua según la tradición oriental. 
Trabó amistad con el apologista Justino junto a quien falleció en 166 tras sufrir martirio durante las persecuciones del emperador Marco Aurelio. 
Parece ser que condenó la doctrina montanista, y que se enfrentó a los gnósticos y a los marcionistas, aunque no existen documentos históricos que acrediten estas actuaciones, ya que, según el Liber Pontificalis prohibió a los clérigos que llevaran el cabello largo, lo que supondría una forma de separarse de los gnósticos que, al parecer, tenían esta costumbre.